# Philippe Bullock
Pour les articles homonymes, voir Bullock.
 (janvier 2023).
Philip Ross Bullock est un professeur britannique de littérature et de musique russe à l'université d'Oxford. Il est également membre du Wadham College d'Oxford et directeur académique de l'Oxford Research Center in the Humanities (TORCH). Il est récipiendaire du prix Philip Leverhulme 2009 pour les langues modernes, et auteur et éditeur de plusieurs livres.

## Biographie

### Jeunesse
Philip Ross Bullock est diplômé de l'université de Durham, où il obtient son bachelor's degree. Il obtient ensuite un doctorat du Wadham College d'Oxford, où il a rédigé sa thèse sur l'écrivain russe Andreï Platonov.

### Carrière
Bullock a auparavant enseigné à l'université du Pays de Galles, à Bangor et à l'University College de Londres (UCL). Il est professeur de littérature et de musique russe à Oxford. Il est également membre du Wadham College et chargé de cours à Christ Church, Magdalen College et Worcester College. Il a obtenu le prix Philip Leverhulme en 2009 pour les langues modernes et auteur ou éditeur de plusieurs livres. Depuis octobre 2017, il est directeur académique du Oxford Research Center in the Humanities (TORCH).
Son premier ouvrage, The Feminine in the Prose of Andrey Platonov, est une critique féministe des œuvres d'Andrey Platonov, fondée sur la thèse de doctorat de Bullock. En l'examinant pour la Slavic Review, le professeur Thomas Seifrid de l'université de Californie du Sud « offre un compte rendu beaucoup plus complet et synthétique » des œuvres de Platonov que les chercheurs précédents. Dans la Modern Language Review, le professeur Anat Vernitki de l'université d'Essex salue l'accent mis par le livre sur le genre, mais ajoute que les aspects « spiritualistes et religieux » auraient également pu être analysés. Dans The Slavonic and East European Review, Michael Purglove le qualifie de livre « intéressant et inhabituel », et faisant l'éloge de l'analyse féministe. Dans une critique pour The Russian Review, le professeur Eric Naiman de l'université de Californie à Berkeley le qualifie de « contribution perspicace et bien écrite à la bourse Platonov », de « livre indispensable sur Platonov » et « d'étude convaincante sur la valeur et limites de la méthodologie, ainsi que l'histoire d'un critique adaptant de manière instructive un appareil interprétatif à une vision du monde esthétique originale... puis abandonnant. »
Son deuxième ouvrage, Rosa Newmarch and Russian Music in Late Nineteenth and Early Twentieth Century England, traite du rôle que la critique musicale britannique Rosa Newmarch a joué dans la promotion de la musique russe en Angleterre. Dans une critique pour The Russian Review, le professeur Ellon D. Carpenter de l'Arizona State University fait l'éloge du livre en concluant : « Mrs. Newmarch était bien en retard pour un livre à elle; M. Bullock doit être félicité pour l'avoir fourni. » Dans une critique pour le journal The Slavic and East European Journal, le professeur Brad Michael Damaré de l'université de Californie du Sud le qualifie de « monographie très bien documentée et bien argumentée sur un écrivain dont le travail sur la musique russe mérite exactement ce genre de réévaluation. »
Bullock a ensuite édité trois livres, dont le premier, The Correspondence of Jean Sibelius and Rosa Newmarch, 1906–1939, est un volume édité de lettres ainsi que des « télégrammes et cartes postales » entre Newmarch et le compositeur finlandais Jean Sibelius . Dans une critique pour Notes, Ryan Ross, professeur adjoint à la Mississippi State University, l'a décrit comme « une collection qui nous en apprend beaucoup sur Sibelius, mais au moins autant sur Rosa Newmarch. » Le deuxième livre était Loyalties, Solidarities and Identities in Russian Society, History and Culture. Le troisième livre, Russia in Britain 1880–1940: From Melodrama to Modernism, est « un recueil de 13 articles » tiré d'une conférence universitaire au Senate House.
Le septième livre de Bullock, Piotr Tchaikovsky, est une biographie du célèbre compositeur russe Tchaïkovski . Dans une critique pour le Journal of European Studies, la professeure Marina Frolova-Walker de l'Université de Cambridge félicite Bullock d'avoir séparé le moi artistique du personnel, en particulier en ce qui concerne l'homosexualité de Tchaïkovski, qui n'a pas nécessairement influencé sa musique. Elle souligne que « le récit lucide et factuellement fiable de Bullock sur la vie personnelle et artistique de Tchaïkovski est écrit avec style et élégance », et qu'il « contient une richesse de détails historiques et musicaux. »

## Œuvres notables
- (en) The Feminine in the Prose of Andrey Platonov, London, U.K., Legenda, 2005 (ISBN 9781900755757, OCLC 469641659)
- (en) Rosa Newmarch and Russian Music in Late Nineteenth and Early Twentieth-Century England, Farnham, U.K., Ashgate, 2009 (ISBN 9780754666622, OCLC 939160839)
- (en) The Correspondence of Jean Sibelius and Rosa Newmarch, 1906-1939, London, U.K., Boydell & Brewer, 2011 (ISBN 9781843836834, OCLC 773972511)
- (en) Loyalties, Solidarities and Identities in Russian Society, History and Culture, London, U.K., School of Slavonic and East European Studies UCL, 2013 (ISBN 9780903425827, OCLC 900440700)
- (en) Russia in Britain, 1880-1940: From Melodrama to Modernism, Oxford, U.K., Oxford University Press, 2013 (ISBN 9780191757761, OCLC 940606232)
- (en) Pyotr Tchaikovsky, London, U.K., Reaktion Books, 2016 (ISBN 9781780236544, OCLC 932385370)
- (en) Rachmaninoff and His World, Chicago, U.S., University of Chicago Press, 2022 (ISBN 9780226823744, OCLC 1304813927)